# Burl Ives
Burl Ives   (Hunt City, 14 de juny de 1909 - Anacortes, 14 d'abril de 1995) va ser un actor estatunidenc. També va ser cantant de cançons tradicionals, dotat d'un impressionant repertori, va gravar nombrosos discs, i vas posar el seu talent de cantant al servei de nombroses pel·lícules.

## Biografia

### Inicis
El seu nom complet era Burl Icle Ivanhoe Ives, i va néixer prop de Hunt City, Illinois. Els seus pares eren Levi "Frank" Ives (1880–1947) i Cordelia "Dellie" White (1882–1954), i va tenir sis germans: Audry, Artie, Clarence, Argola, Lillburn, i Norma. Sent nen, el seu oncle el va sentir cantar mentre es trobava al jardí amb la seva mare. Li va agradar tant que el va convidar a cantar en una reunió de veterans a Hunt City, en la qual va interpretar una versió de la balada "Barbara Allen", impressionant tant al seu oncle com al públic.
Entre 1927 i 1929, Ives va estudiar en el Eastern Illinois State Teachers College (actualment Eastern Illinois University) a Charleston, Illinois, encara que va abandonar aviat els estudis. Seguidament, el 23 de juliol de 1929 Ives va fer un enregistrament de prova a Richmond, Indiana, del tema "Behind the Clouds" per al segell Gennett, però l'enregistrament va ser rebutjat i destruït poques setmanes després.

### Dècades de 1930 i 1940
Ives va viatjar pels Estats Units com a cantant itinerant en els inicis dels anys trenta, guanyant-se la vida amb diferents treballs i tocant el banjo. Va ser arrestat a Mico (Utah) per vagància i per cantar “Foggy, Foggy Dew,” cançó que les autoritats consideraven pujada de to. Cap a 1931 va començar a actuar en l'emissora radiofònica WBOW (AM) de Terre Haute, Indiana. A més, en aquesta època va decidir tornar a l'escola, anant a classe a l'Indiana State Teachers College (actualment Indiana State University).
El 1940 Ives va començar el seu propi xou radiofònic, titulat The Wayfaring Stranger amb motiu d'una de les seves balades. Al llarg de la següent dècada va popularitzar diverses cançons populars, com ara “Foggy, Foggy Dew” (una cançó d'arrels angleses i irlandeses), “Blue Tail Fly” (una vella melodia de l'època de la Guerra Civil dels Estats Units), i “Big Rock Candy Mountain” (una antiga cançoneta de vagabunds).
A principis de 1942, Ives va ser reclutat per servir en l'Exèrcit dels Estats Units. Va ser destinat primer a Fort Dix, i després a Camp Upton, on va formar part del repartiment del musical d'Irving Berlin This Is the Army. Quan l'espectacle va passar a Hollywood, va ser transferit a les Forces Aèries de l'Exèrcit dels Estats Units. Es va llicenciar, aparentment per raons mèdiques, al setembre de 1943. Entre setembre i desembre de 1943 Ives va viure a Califòrnia amb l'actor Harry Morgan (que es faria més endavant famós per interpretar al Coronel Sherman T. Potter en la sèrie de televisió MASH), i aquell mes de desembre Ives es va traslladar a Nova York per treballar en l'emissora de ràdio CBS, amb un sou de 100 dòlars setmanals.
El 6 de desembre de 1945 es va casar amb la guionista Helen Peck Ehrlich, amb la qual va tenir un fill, Alexander, el 1949. El mateix any del seu matrimoni va ser triat per actuar com a cowboy cantant en el film Smoky (1945).
El seu primer gran èxit va ser la versió que va fer de la cançó anglesa del segle xvii “Lavender Blue”, nominada a l'Oscar a la millor cançó original, en la pel·lícula de 1949 Dins del meu cor.

### Dècada de 1950: llista negra comunista
Ives va ser identificat en el pamflet de 1950 Red Channels i en la llista negra de Hollywood com un artista amb suposats llaços comunistes. El 1952 va cooperar amb el Comitè d'Activitats Antiestatunidenques (HUAC) acceptant atestar. Va afirmar no ser membre del Partit Comunista dels Estats Units, però que sí havia acudit a diverses reunions sindicals amb el cantant Pete Seeger simplement per estar en contacte amb la classe treballadora.
La seva cooperació amb el HUAC el va treure de la llista negra, permetent-li seguir treballant al cinema. Però també el va distanciar de molts altres cantants folk, entre ells Seeger, que se sentia traït per Ives. Quaranta-un anys després, Ives es va reunir amb Seeger en un concert benèfic a Nova York, cantant junts "Blue Tail Fly".

### Dècades de 1950 – 1960

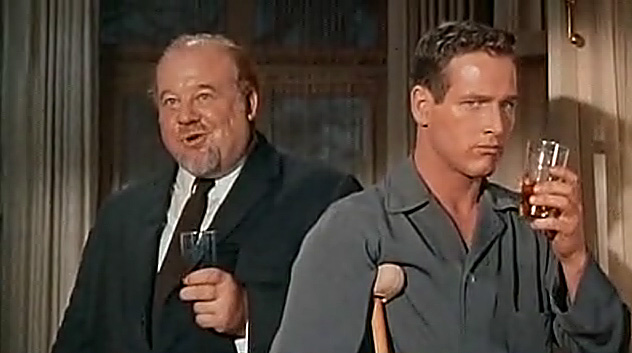
Ives (esquerra) amb Paul Newman en La gata sobre la teulada de zinc.

En aquesta dècada Ives va ampliar les seves actuacions cinematogràfiques. Entre els títols en els quals va actuar s'inclouen East of Eden, La gata sobre la teulada de zinc, Desire Under the Elms, Wind Across the Everglades, Horitzons de grandesa (film que li va valer l'Oscar al millor actor secundari), i Our Man in Havana, pel·lícula basada en la novel·la de Graham Greene.

### Dècades de 1960 – 1990
En els anys seixanta Ives va començar a cantar country amb major freqüència, i el 1962 va editar tres cançons molt populars: "A Little Bitty Tear", "Call Me Mister In-Between", i "Funny Way of Laughing".
Ives va fer diversos papers televisius i cinematogràfics en els anys seixanta i setanta. Així, el 1962 va protagonitzar al costat de Rock Hudson The Spiral Road, basada en una novel·la de Jan de Hartog. El 1964 va treballar a The Brass Bottle, amb Tony Randall i Barbara Eden, i va ser el narrador de l'especial televisiu de Rankin/Bass en stop motion Rudolph the Red-Nosed Reindeer.
Ives també va actuar en altres produccions televisives, entre elles Pinocchio i Arrels. A més, va ser protagonista de dues sèries televisives: O.K. Crackerby! (1965–66) i The Bold Ones: The Lawyers (1969–72). Igualment, Ives va participar de manera ocasional en produccions de tema macabre, com The Man Who Wanted to Live Forever (1970) i The Other Way Out (1972), aquesta última dins del xou de Rod Serling Galeria Nocturna.
Ives i Helen Peck Ehrlich es van divorciar al febrer de 1971. Dos mesos més tard es va casar a Londres amb Dorothy Koster Paul. En els seus últims anys Ives i la seva esposa van viure en Anacortes, Washington, a l'àrea de Puget Sound.
En reconeixement de la seva influència en la música vocal estatunidenca, el 25 d'octubre de 1975 Ives va ser guardonat amb el Premi al Merit del Glee Club de la Universitat de Pennsilvània.
D'altra banda, Ives va cedir la seva imatge i el seu nom a la campanya "This Land Is Your Land — Keep It Clean", duta a terme en els anys setanta pel Bureau of Land Management.

### Defunció
Ives va morir a Anacortes, Washington, a causa d'un càncer de boca, el 1995. Va ser enterrat en el Cementiri Mound de Hunt City, Illinois.

## Filmografia
Les seves pel·lícules més destacades són:
- 1946: Smoky: Bill
- 1948: Green Grass of Wyoming: Gus
- 1948: Station West: Recepcionista d'hotel / Balladeer
- 1948: So Dear to My Heart: Oncle Hiram Douglas
- 1950: Sierra: Lonesome
- 1955: A l'est de l'edèn (East of Eden): Sam, el xèrif
- 1956: The Power and the Prize: George Salt
- 1957: Gun Glory: Vocalista
- 1958: Desire Under the Elms: Ephriam Cabot
- 1958: Wind Across the Everglades: Cottonmouth
- 1958: Cat on a Hot Tin Roof: Harvey 'Big Daddy' Pollitt
- 1958: Grans horitzons (The Big Country): Rufus Hannassey
- 1959: El nostre home a l'Havana (Our Man in Havana): Dr. Hasselbacher
- 1959: El dia del proscrit: Jack Bruhn
- 1960: Let No Man Write My Epitaph: Jutge Bruce M. Sullivan
- 1962: The Spiral Road: Dr. Brits Jansen
- 1963: Summer Magic: Osh Popham
- 1964: I Know an Old Lady Who Swallowed a Fly: Cantant (veu)
- 1964: The Brass Bottle: Fakrash
- 1964: Quin mariner! (Ensign Pulver): Capità Morton
- 1964: Rudolph, the Red-Nosed Reindeer (TV): Narrador: Sam el Snowman (veu)
- 1965: O.K. Crackerby! (sèrie TV): O.K. Crackerby
- 1966: The Daydreamer: Pare Neptú (veu)
- 1967: Rocket to the Moon: Phineas T. Barnum
- 1968: Pinotxo (Pinocchio) (TV): Gepetto
- 1968: The Other Side of Bonnie and Clyde: Narrador (veu)
- 1968: The Sound of Anger (TV): Walter Nichols
- 1969: The Whole World Is Watching (TV): Walter Nichols
- 1969: The Bold Ones: The Lawyers (sèrie TV): Walter Nichols
- 1970: The McMasters: McMasters
- 1970: The Man Who Wanted to Live Forever (TV): T.M. Trask
- 1975: Hugó a víziló: Narrador (veu)
- 1976: The First Easter Rabbit (TV): Narrador / Older Stuffy (veu)
- 1976: Captains and the Kings (fulletó Tv): Old Syrup
- 1976: Baker's Hawk: Mr. McGraw
- 1976: La Petite Maison dans la prairie: Els caçadors / Sam shelby
- 1977: Roots (fulletó TV): Senador Arthur Johnson
- 1978: The Bermuda Depths (TV): Dr. Paulis
- 1978: The New Adventures of Heidi (TV): Avi
- 1979: Just You and Me, Kid: Max
- 1981: Earthbound: Ned Anderson
- 1982: White Dog: Carruthers
- 1984: The Ewok Adventure (TV): Narrador (veu)
- 1986: Uphill All the Way: Xèrif John Catledge
- 1987: Poor Little Rich Girl: The Barbara Hutton Story (TV): F W. Woolworth
- 1988: Two Moon Junction: Xèrif Earl Hawkins

## Premis
- Oscar al millor actor secundari el 1959 per a  Grans horitzons .
- Globus d'Or al millor actor secundari el 1959 per a  Grans horitzons .